# Welinton
Welinton Souza Silva, mais conhecido apenas como Welinton (Rio de Janeiro, 10 de abril de 1989), é um futebolista brasileiro que atua como zagueiro. Atualmente está sem clube.

## Carreira

### Flamengo
Formado nas categorias de base do Flamengo, em 2009, foi incorporado ao elenco principal, e recebeu elogios do técnico Cuca. Com a lesão do zagueiro Ronaldo Angelim teve sua primeira oportunidade na Copa do Brasil de 2009. Apesar disso, não participou na maioria das partidas de 2009, até 2010, quando depois de Álvaro ser dispensado e Ronaldo Angelim não estar jogando bem, o então técnico do Flamengo, Rogério Lourenço escalou Welinton como titular. Quando chegou Luxemburgo ele virou titular junto com Angelim, chegando a despertar o interesse do Stuttgart, da Alemanha. No começo de 2011, continuou titular só que com David Braz.

### Alania Vladikavkaz
No dia 13 de janeiro de 2013, foi confirmado o empréstimo do zagueiro ao time russo Alania Vladikavkaz.

### Retorno ao Flamengo
Com sua volta do empréstimo do clube russo, o destino do zagueiro no rubro-negro era incerto, até ser reintegrado pelo técnico Jayme de Almeida ao elenco principal. Na estreia do Flamengo no Campeonato Carioca, Welinton marcou o gol da vitória por 1 a 0 contra o Audax. No dia 22 de janeiro de 2014, voltou a ser o herói do jogo ao marcar o gol da vitória contra o Volta Redonda, em partida válida pelo Campeonato Carioca.

### Coritiba
No dia 15 de Abril de 2014, foi emprestado por um ano para o Coritiba até o fim do ano. Realizou 42 partidas com a camisa coxa branca.

### Umm-Salal
Foi emprestado ao Umm-Salal do Catar por um ano por de forma gratuita. O time do Oriente Médio tem a opção de compra no valor de US$ 1 milhão de dólares (cerca de R$ 3,1 milhões).
Após o fim do contrato, Welinton voltou ao Flamengo, porém, sem espaço no teve seu contrato rescindido e acertou a permanência no Umm-Salal.

### Al-Khor
Após ter o contrato rescindido com o Flamengo, acertou com o Al-Khor, do Catar.

## Seleção Brasileira

### Sub-20
Foi convocado pela Seleção Brasileira para a disputa do Sul-Americano Sub-20 2009, onde sagrou-se campeão.

## Estatísticas
Até 15 de abril de 2016.

### Clubes
| Clube              | Temporada         | Campeonato nacional | Campeonato nacional | Campeonato nacional | Copa nacional[a] | Copa nacional[a] | Copa nacional[a] | Competições continentais[b] | Competições continentais[b] | Competições continentais[b] | Outros torneios[c] | Outros torneios[c] | Outros torneios[c] | Total | Total | Total   |
| Clube              | Temporada         | Jogos               | Gols                | Assist.             | Jogos            | Gols             | Assist.          | Jogos                       | Gols                        | Assist.                     | Jogos              | Gols               | Assist.            | Jogos | Gols  | Assist. |
| ------------------ | ----------------- | ------------------- | ------------------- | ------------------- | ---------------- | ---------------- | ---------------- | --------------------------- | --------------------------- | --------------------------- | ------------------ | ------------------ | ------------------ | ----- | ----- | ------- |
| Flamengo           | 2009              | 22                  | 0                   | 0                   | 5                | 0                | 0                | —                           | —                           | —                           | 5                  | 0                  | 1                  | 32    | 0     | 1       |
| Flamengo           | 2010              | 17                  | 1                   | 0                   | —                | —                | —                | 0                           | 0                           | 0                           | 2                  | 0                  | 0                  | 19    | 1     | 0       |
| Flamengo           | 2011              | 32                  | 1                   | 0                   | 6                | 0                | 0                | 2                           | 0                           | 0                           | 19                 | 0                  | 1                  | 59    | 1     | 1       |
| Flamengo           | 2012              | 17                  | 0                   | 0                   | —                | —                | —                | 7                           | 1                           | 0                           | 14                 | 0                  | 0                  | 38    | 1     | 0       |
| Flamengo           | Total             | 88                  | 2                   | 0                   | 11               | 0                | 0                | 9                           | 1                           | 0                           | 40                 | 0                  | 2                  | 148   | 3     | 2       |
| Alania Vladikavkaz | 2012-13           | 10                  | 1                   | 0                   | —                | —                | —                | —                           | —                           | —                           | —                  | —                  | —                  | 10    | 1     | 0       |
| Alania Vladikavkaz | Total             | 10                  | 1                   | 0                   | 0                | 0                | 0                | 0                           | 0                           | 0                           | 0                  | 0                  | 0                  | 10    | 1     | 0       |
| Flamengo           | 2013              | 1                   | 0                   | 0                   | —                | —                | —                | —                           | —                           | —                           | —                  | —                  | —                  | 1     | 0     | 0       |
| Flamengo           | 2014              | —                   | —                   | —                   | —                | —                | —                | 1                           | 0                           | 0                           | 2                  | 2                  | 0                  | 3     | 2     | 0       |
| Flamengo           | Total             | 1                   | 0                   | 0                   | 0                | 0                | 0                | 1                           | 0                           | 0                           | 2                  | 2                  | 0                  | 4     | 2     | 0       |
| Coritiba           | 2014              | 20                  | 0                   | 0                   | 1                | 0                | 0                | —                           | —                           | —                           | —                  | —                  | —                  | 21    | 0     | 0       |
| Coritiba           | 2015              | 6                   | 0                   | 0                   | 3                | 0                | 0                | 0                           | 0                           | 0                           | 12                 | 0                  | 0                  | 21    | 0     | 0       |
| Coritiba           | Total             | 26                  | 0                   | 0                   | 4                | 0                | 0                | 0                           | 0                           | 0                           | 12                 | 0                  | 0                  | 42    | 0     | 0       |
| Umm-Salal          | 2015-16           | 24                  | 3                   | 0                   | —                | —                | —                | —                           | —                           | —                           | —                  | —                  | —                  | 24    | 3     | 0       |
| Umm-Salal          | 2016-17           | 0                   | 0                   | 0                   | —                | —                | —                | —                           | —                           | —                           | —                  | —                  | —                  | 0     | 0     | 0       |
| Umm-Salal          | Total             | 24                  | 3                   | 0                   | 0                | 0                | 0                | 0                           | 0                           | 0                           | 0                  | 0                  | 0                  | 24    | 3     | 0       |
| Total na carreira  | Total na carreira | 149                 | 6                   | 0                   | 15               | 0                | 0                | 10                          | 1                           | 0                           | 54                 | 2                  | 2                  | 228   | 9     | 2       |

- a. ^ Jogos da Copa do Brasil
- b. ^ Jogos da Copa Libertadores e Copa Sul-Americana
- c. ^ Jogos do Campeonato Carioca e Amistosos

|          | Data               | Local                            | Resultado | Adversário  | Gols | Assist. | Competição                 |
| -------- | ------------------ | -------------------------------- | --------- | ----------- | ---- | ------- | -------------------------- |
| Flamengo |                    |                                  |           |             |      |         |                            |
| 1.       | 4 de março de 2009 | Morenão, Campo Grande, Brasil    | 5–0       | Ivinhema    | 0    | 0       | Copa do Brasil de 2009     |
| 2.       | 7 de março de 2009 | Maracanã, Rio de Janeiro, Brasil | 3–1       | Cabofriense | 0    | 0       | Campeonato Carioca de 2009 |

### Seleção Brasileira
Abaixo estão listados todos jogos e gols do futebolista pela Seleção Brasileira, desde as categorias de base. Abaixo da tabela, clique em expandir para ver a lista detalhada dos jogos de acordo com a categoria selecionada.
Sub-20
| Ano   |       |      |         |       |
| Ano   | Jogos | Gols | Assist. | Média |
| ----- | ----- | ---- | ------- | ----- |
| 2009  | 8     | 0    | 0       | 0     |
| Total | 8     | 0    | 0       | 0     |

## Títulos
Flamengo
- Campeonato Carioca: 2008; 2009; 2011; 2014
- Taça Rio: 2009 e 2011
- Troféu João Saldanha: 2009
- Campeonato Brasileiro: 2009
- Taça Guanabara: 2011, 2014
- Copa do Brasil: 2013
- Torneio Super Clássicos: 2014

Beşiktaş
- Süper Lig: 2020–21
- Copa da Turquia: 2020–21
- Supercopa da Turquia: 2021

Brasil
- Sul-Americano Sub-20: 2009